# Andreas Beck (labdarúgó)
Andreas Beck (Kemerovo, Szovjetunió, 1987. március 13. –) német válogatott labdarúgó, aki jelenleg a KAS Eupen játékosa.

## Pályafutása
2007. február 4-én mutatkozott be a Bundesligában a Borussia Dortmund elleni 1-0-ra megnyert meccsen.
Első és eddig egyetlen Bundesliga gólját 2007. október 27-én a Bayer 04 Leverkusen ellen szerezte. Ez a gól 3 pontot ért.

## Sikerei, díjai

### Klub
- VfB Stuttgart
  - Német bajnok: 2006-07

- Beşiktaş JK
  - Török bajnok: 2015-16, 2016-17

### Válogatott
- Németország U21
  - U21-es labdarúgó-Európa-bajnokság: 2009